# James Hamilton McLean
James Hamilton McLean (* 17. Juni 1936 in Detroit; † 11. November 2016) war ein amerikanischer Malakologe und Biologe, der sich mit Weichtieren befasste. Er war Spezialist für Meeresschnecken und untersuchte viele Gastropoden-Familien im Ostpazifik, so u. a. die Fissurellidae, Trochidae, Turbinidae und Liotiidae. Des Weiteren hat er in der Tiefsee in der Umgebung hydrothermischer Quellen lebende Schnecken entdeckt und untersucht.

## Leben
James Hamilton McLean studierte an der Wesleyan University Zoologie und machte 1958 seinen Bachelorabschluss (B.A. Zoology).
Seinen Doktor in Zoologie legte er an der Stanford University ab und bekam 1996 den Titel Ph.D. in Zoologie.
Kurz vor der Fertigstellung seiner Doktorarbeit wurde er Kurator am Natural History Museum of Los Angeles County, wo er über 35 Jahre tätig war. 2001 ging er in den Ruhestand, fungierte aber weiterhin als Curator Emeritus.
Er starb am 11. November 2016 im Alter von 80 Jahren.

## Forschung
Sein Forschungsinteresse galt der Systematik der Meeresschnecken des Ostpazifik. Besondere Aufmerksamkeit widmete er den Patellogastropoda und Vetigastropoda, besonders den Familien Fissurellidae, Trochidae, Turbinidae, Colloniidae und Liotiidae, aber auch der Familie Turridae innerhalb der Neogastropoden.
Seine Arbeiten an der Schneckenfauna des Nordostpazifik fasste er 1969 im Handbuch Marine Shells of Southern California zusammen.
1977 entdeckte er in der Umgebung unterseeischer hydrothermaler Quellen neue gastropode Lebensgemeinschaften.
Dort untersuchte und benannte er zahlreiche Arten von Napfschnecken, u. a. die Clypeosectidae.
Insgesamt beschrieb James Hamilton McLean um die 400 neue Arten. 2007 begann er mit der Abfassung zweier großer Monographien.